# Sumitomo
Sumitomo (en: Sumitomo Group; ja: 住友グループ, Sumitomo Gurūpu) är en av de största företagskoncernerna i Japan. Företaget är ett av Japans sex stora företagskonglomerat, keiretsu.
Sumitomo grundades ursprungligen som en bokhandel 1630 i Kyoto av buddhistmunken Masatomo Sumitomo.

## Viktiga företag i gruppen
Listan är ofullständig
- Sumitomo Osaka Cement (住友大阪セメント) - Cementindustri
- Sumitomo Kagaku (住友化学) - Kemiindustri
- Sumitomo Kinzoku Kogyo (住友金属工業), en: Sumitomo Metal Industries - Metallindustri
- Mitsui Sumitomo Ginko (三井住友銀行), en: Mitsui Sumitomo Banking - Bank
- NEC Corporation
- Mazda